# Fillière
Fillière is een gemeente in het Franse departement Haute-Savoie in de regio Auvergne-Rhône-Alpes. De plaats maakt deel uit van het arrondissement Annecy. Fillière telde op 1 januari 2022 9.812 inwoners.

## Geschiedenis
Fillière is op 1 januari 2017 ontstaan door de fusie van de gemeenten Aviernoz, Évires, Les Ollières, Saint-Martin-Bellevue en Thorens-Glières.  

## Geografie
De oppervlakte van Fillière bedroeg op 1 januari 2022 119,41 vierkante kilometer; de bevolkingsdichtheid was toen 82,2 inwoners per km².

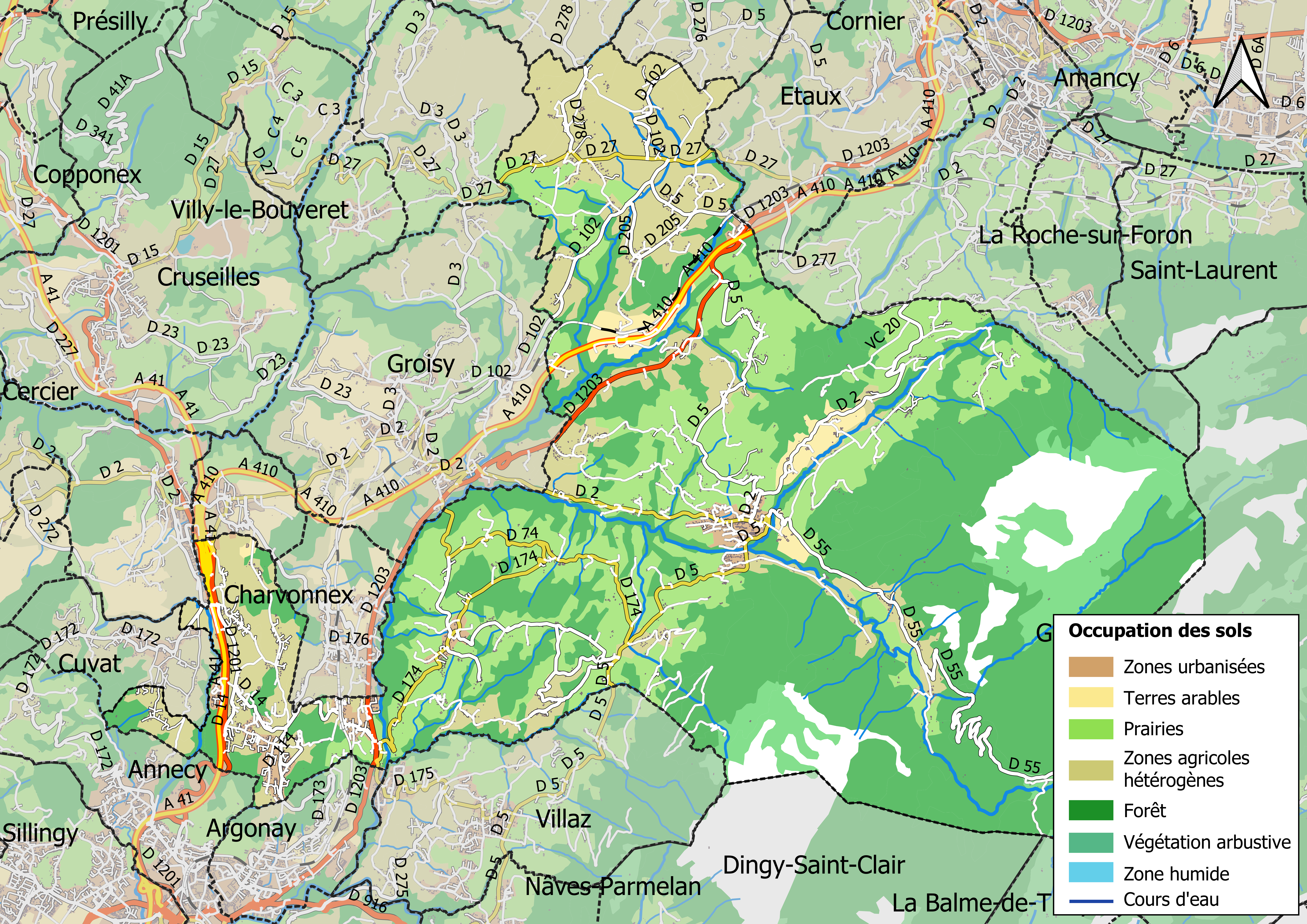
Kaart van de gemeente met de belangrijkste infrastructuur, bodemgebruik en omliggende gemeenten